# العلاقات الألمانية الفيتنامية
العلاقات الألمانية الفيتنامية هي العلاقات الثنائية التي تجمع بين ألمانيا وفيتنام.

## مقارنة بين البلدين
هذه مقارنة عامة ومرجعية للدولتين:
| وجه المقارنة                                              | ألمانيا                                                                              | فيتنام           |
| --------------------------------------------------------- | ------------------------------------------------------------------------------------ | ---------------- |
| المساحة (كم2)                                             | 357.41 ألف                                                                           | 331.69 ألف       |
| عدد السكان (نسمة)                                         | 81.29 مليون                                                                          | 94.66 مليون      |
| الكثافة السكانية (ن./كم²)                                 | 227.44                                                                               | 285.39           |
| العاصمة                                                   | بون، برلين                                                                           | هانوي            |
| اللغة الرسمية                                             | اللغة الألمانية                                                                      | اللغة الفيتنامية |
| العملة                                                    | يورو، مارك ألماني                                                                    | دونغ فيتنامي     |
| الناتج المحلي الإجمالي (بليون دولار)                      | 3.68 تريليون                                                                         | 234.19 مليار     |
| الناتج المحلي الإجمالي (تعادل القوة الشرائية) بليون دولار | 3.92 تريليون                                                                         | 553.42 مليار     |
| الناتج المحلي الإجمالي الاسمي للفرد دولار أمريكي          | 41.31 ألف                                                                            | 2.48 ألف         |
| الناتج المحلي الإجمالي للفرد دولار أمريكي                 | 46.40 ألف                                                                            | 5.63 ألف         |
| مؤشر التنمية البشرية                                      | 0.926                                                                                | 0.666            |
| رمز المكالمات الدولي                                      | +49                                                                                  | +84              |
| رمز الإنترنت                                              | .de                                                                                  | .vn              |
| المنطقة الزمنية                                           | توقيت وسط أوروبا، ت ع م+01:00، ت ع م+02:00، توقيت أوروبا الوسطى المعياري (ت غ م +1) ‏ | ت ع م+07:00      |

## مدن متوأمة
في ما يلي قائمة باتفاقيات التوأمة بين مدن ألمانية وفيتنامية:
- ترتبط فيرنيغيروده مع هوي أن باتفاقية توأمة منذ 1989.

## منظمات دولية مشتركة
يشترك البلدان في عضوية مجموعة من المنظمات الدولية، منها:
| علم المنظمة | اسم المنظمة                        | تاريخ انضمام ألمانيا | تاريخ انضمام فيتنام |
| ----------- | ---------------------------------- | -------------------- | ------------------- |
|             | مؤسسة التمويل الدولية              | 20 يوليو 1956        | 4 أغسطس 1967        |
|             | منظمة حظر الأسلحة الكيميائية       | 29 أبريل 1997        | ?                   |
|             | يونسكو                             | 11 يوليو 1951        | 6 يوليو 1951        |
|             | الاتحاد الدولي للاتصالات           | 1866                 | 24 سبتمبر 1951      |
|             | الأمم المتحدة                      | 18 سبتمبر 1973       | 20 سبتمبر 1977      |
|             | المنظمة الهيدروغرافية الدولية      | ?                    | ?                   |
|             | منظمة الشرطة الجنائية الدولية      | ?                    | ?                   |
|             | البنك الدولي للإنشاء والتعمير      | 14 أغسطس 1952        | 21 سبتمبر 1956      |
|             | الاتحاد البريدي العالمي            | 1 يوليو 1875         | ?                   |
|             | مؤسسة التنمية الدولية              | 24 سبتمبر 1960       | 24 سبتمبر 1960      |
|             | منظمة التجارة العالمية             | ?                    | 11 يناير 2007       |
|             | الفريق المعني برصد الأرض           | ?                    | ?                   |
|             | بنك التنمية الآسيوي                | 1966                 | 1966                |
|             | وكالة ضمان الاستثمار متعدد الأطراف | 12 أبريل 1988        | 5 أكتوبر 1994       |

## أعلام
هذه قائمة لبعض الشخصيات التي تربطها علاقات بالبلدين:
- ادريانو شميت (9 مايو 1994 – )
- فيليب روسلير (سياسي ألماني، 24 فبراير 1973 – )
- مارسيل نجوين (لاعب جمباز فني ألماني، 8 سبتمبر 1987 – )

## وصلات خارجية
- موقع وزارة الخارجية الألمانية
- موقع وزارة الخارجية الفيتنامية